# Połączenie gwintowe
Połączenia gwintowe – połączenia rozłączne bezpośrednie kształtowo-cierne, gdyż łącznikami wiążącymi są występy i odpowiadające im wgłębienia, w postaci gwintów, są ukształtowane na elementach głównych. Połączenia gwintowe zwykle znajdują zastosowanie jako połączenia ruchowe w mechanizmach zamieniających ruch obrotowy na postępowy np. napędach obrabiarek, prasach czy podnośnikach. Połączeniami gwintowymi spoczynkowymi jest np. połączenie rurowe.

## Wzory

### Długość robocza gwintu
Minimalna długość połączenia gwintowego gwarantująca przeniesienie zadanego obciążenia {\displaystyle F}
{\displaystyle H={\frac {4FnP}{\pi (D^{2}-D1^{2})k_{d}}},}
gdzie:
{\displaystyle F} – zadana siła rozciągająca połączenie,
{\displaystyle n} – przyjęty współczynnik bezpieczeństwa,
{\displaystyle P} – skok gwintu,
{\displaystyle D} – średnica nominalna gwintu zewnętrznego,
{\displaystyle D1} – średnica nominalna gwintu wewnętrznego,
{\displaystyle k_{d}} – naprężenia dopuszczalne {\displaystyle k_{d}=0{,}2\cdot k_{c},}
{\displaystyle k_{c}} – dopuszczalne naprężenia naciskające.